# Квартални попис запошљавања и зарада
Квартални попис запошљавања и зарада (ака ES-202) је назив QCEW програма. QCEW је програм завода за статистику, америчког Министарства рада. ES-202 је стари назив који је стајао у извештају о сигурности запошљавања 202.